# Cheetah (альбом Aphex Twin)
Cheetah (с англ. — «Гепард») — мини-альбом британского музыканта Ричарда Дэвида Джеймса. Пластинка вышла 8 июля 2016 года на лейбле Warp Records под псевдонимом Aphex Twin. Названия песен, кроме 2X202-ST5, основаны на слове cheetah и на название секвенсора Cirklon.

## Выпуск
В 2015 году под видом утечки записей Ричарда, музыкант анонимно выложил песни Cheetah3 Teac и CHEETAHT7.
В начале июня 2016 года в различные музыкальные магазины Великобритании была разослана листовка, анонсирующая выход мини-альбома. Листовка пародирует роскошный стиль написания рекламы 1970-х годов.  Альбом был анонсирован 9 июня, и Джеймс опубликовал в Twitter ссылку на сайт мини-альбома.
На песню CIRKLON3 [Колхозная mix] вышел клип, снятый 12-летним Райаном Уайером. Джеймс и Warp поручили Уайеру снять видео после того, как Джеймс обнаружил канал Уайера на YouTube Ryan Wyer.

## Критический приём
Сайт Metacritic оценил мини-альбом на 74 балла из 100 возможных баллов на основе 11 рецензий. В своей статье для Exclaim! Дэрил Китинг дал альбому сдержанную похвалу, назвав его «прекрасным, но ничем не примечательным, особенно по сравнению с гигантами его прошлого каталога». Филип Шерберн для сайта Pitchofork оценил альбом на 8,2 балла из 10,отметив, что «EP показывает нам еще одну сторону — на первый взгляд, можно даже сказать, более простую. Темпы пластинки по большей части медленнее, чем на последних нескольких пластинках Aphex Twin, а ее биты более прямые. Вы можете подумать, что это плохой знак; в конце концов, большая часть гениальности Джеймса всегда заключалась в его головокружительной ритмической ловкости. Но подход Джеймса к четырем на пол не похож на подход других продюсеров к той же каденции. Даже здесь его чувство свинга не имеет себе равных; акценты мелькают туда-сюда с энтузиазмом. Машинные хлопки плещутся, как барабанная дробь по воде Baka, а заполнения 32-й ноты выплескиваются, как мешки, полные шарикоподшипников. Что особенно важно, с его менее загруженными битами у Джеймса появилось больше возможностей сосредоточиться на покалывающих позвоночник богатых настройках и тембрах. И вот чем Cheetah действительно выделяется: погрузившись в него, желательно в хороших наушниках или более качественных динамиках, вы окунетесь в одурманивающие, вязкие частоты, гораздо более яркие, чем вы найдете где-либо еще»
Сайт Pitchfork поставил альбом на первое место в списке 20-ти лучших альбомов 2016-го года
Сайт NME оценил альбом на 3 из 5 звёзд, добавив :«Cheetah неплох, но это может быть работа менее удачного продюсера. По крайней мере, в этом отношении Aphex Twin остается загадкой. В конце концов, вы не выходите из отставки, чтобы быть обычным»

## Трек лист

### Оригинальный трек лист
| №                   | Название                   | Длительность |
| ------------------- | -------------------------- | ------------ |
| 1.                  | «CHEETAHT2 [Ld spectrum]»  | 5:53         |
| 2.                  | «CHEETAHT7b»               | 6:43         |
| 3.                  | «CHEETA1b ms800»           | 0:27         |
| 4.                  | «CHEETA2 ms800»            | 0:37         |
| 5.                  | «CIRKLON3 [Колхозная mix]» | 8:13         |
| 6.                  | «CIRKLON 1»                | 7:17         |
| 7.                  | «2X202-ST5»                | 4:39         |
| Общая длительность: | Общая длительность:        | 33:49        |

### Переиздание 2018 года
| №                   | Название                      | Длительность |
| ------------------- | ----------------------------- | ------------ |
| 1.                  | «CHEETAHT2 [Ld spectrum]»     | 5:53         |
| 2.                  | «CHEETAHT7b»                  | 6:43         |
| 3.                  | «CHEETA1b ms800»              | 0:27         |
| 4.                  | «CHEETA2 ms800»               | 0:37         |
| 5.                  | «CIRKLON3 [Колхозная mix]»    | 8:13         |
| 6.                  | «CIRKLON 1»                   | 7:17         |
| 7.                  | «2X202-ST5»                   | 4:39         |
| 8.                  | «CIRKLON3 (concentrate edit)» | 2:37         |
| Общая длительность: | Общая длительность:           | 36:26        |